# Verrucosa arenata
La araña cabeza de flecha (Verrucosa arenata) es un arácnido perteneciente a la familia Araneidae del orden Araneae. Esta especie fue descrita por Walckenaer en 1842. El nombre del género Verrucosa viene de la palabra en latín verrucosus que significa “cubierto con verrugas”. El nombre específico arenata viene de la palabra en latín arens que significa “árido o seco” y -ata que significa “desolado”.

## Clasificación y descripción
La hembra tiene el carapacho de color amarillo rojizo con la parte anterior de la región cefálica más oscura que la posterior; quelíceros color leonado con colmillos de color marrón oscuro. enditos de ancho color marrón, labium del mismo color que los enditos; esternón de color amarillo rojizo a marrón; patas de color amarillo con bandas marrones, erizadas con un número variable de macrosetas; abdomen con jorobas anteriores, un par de tubérculos laterales y siete posteriores poco visibles en la zona inferior medial; coloración dorsal marrón claro, con una superficie triangular de color blanco con el vértice apuntando hacia atrás; coloración lateral del mismo color que la dorsal, coloración ventral negra con dos manchas blancas una a cada lado del escapo; hileras y tubérculo anal color marrón negruzco; escapo alargado casi alcanzando las hileras; con espermateca esférica. Macho con una longitud total del 4.5 cm, caparacho de color amarillo rojizo casi de color marrón con manchas de color amarillo o amarillo con puntos de color amarillo rojizo, márgenes del carapacho con setas largas entre la coxa I y IV; quelíceros color amarillos rojizos con una sombra negra o amarillos con una sombra de color amarillo rojizo; enditos de color amarillo rojizo o marrón con promargen más claro; esternón de color amarillo rojizo a marrón; patas de color amarillo con bandas de color amarillo rojizo o marrón, erizadas, en la tibia II de tres a seis macrosetas dorsales, tibia filial con macrosetas de espesor variable; abdomen con trece tubérculos; no tan visibles como en la hembra pero en la misma posición; dorso de color amarillo rojizo con reticulaciones blancas y negras, color del abdomen variables desde el blanco hasta el marrón obscuro; hileras de color amarillo rojizo a marrón; palpos con un émbolo alargado y agudo con rayas largas y curvas.

## Distribución
Esta especie se distribuye en Estados Unidos, en República Dominicana, Cuba, Guatemala, Costa Rica, Panamá. En México en los estados de Nuevo León, Michoacán,Guerrero,Quintana Roo, Chiapas, Veracruz, Tabasco, San Luis Potosí y Yucatán.

## Ambiente
Es de ambiente terrestre. Esta especie de araña es de hábitos diurnos, construye su telaraña entre las ramas u hojas de los árboles en las primeras horas del día retirándola poco después de que el sol se oculta, durante las noches o en condiciones de climas desfavorables ocupa como refugio alguna hoja que suele doblar a lo largo de su eje y la sujeta con filamentos de seda.

## Estado de conservación
Hasta el momento en México no se encuentra en ninguna categoría de protección, ni en la Lista Roja de la IUCN (International Union for Conservation of Nature) ni en CITES (Convención sobre el Comercio Internacional de Especies Amenazadas de Fauna y Flora Silvestres).